# Africaleurodes coffeacola
Africaleurodes coffeacola là một loài côn trùng cánh nửa trong họ Aleyrodidae, phân họ Aleyrodinae.
Africaleurodes coffeacola được Dozier miêu tả khoa học đầu tiên năm 1934.